# Кравальяна
Кравальяна (итал. Cravagliana) — коммуна в Италии, располагается в регионе Пьемонт, в провинции Верчелли.
Население составляет 283 человека (2008 г.), плотность населения составляет 8 чел./км². Занимает площадь 34 км². Почтовый индекс — 13020. Телефонный код — 0163.
В коммуне 15 августа особо празднуется Успение Пресвятой Богородицы.

## Демография
Динамика населения:

## Администрация коммуны
- Официальный сайт: